# Воблер (принада)

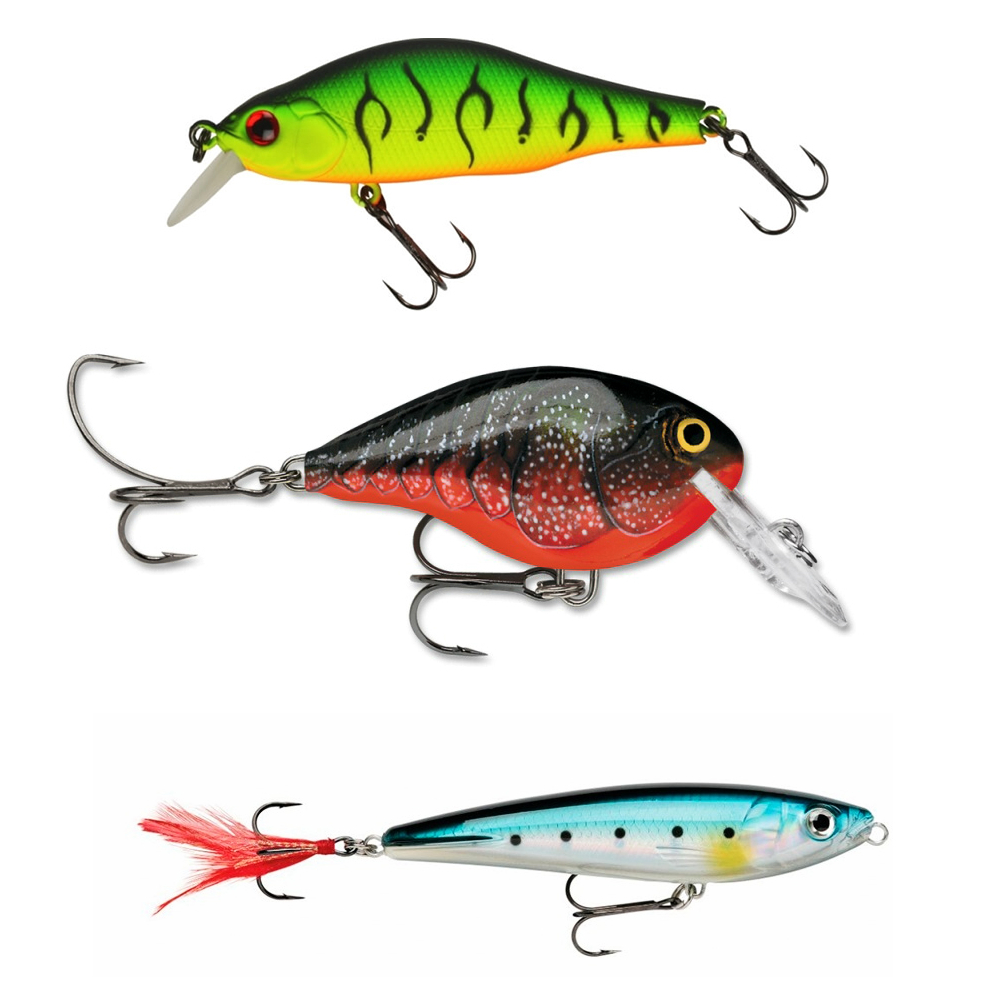
Воблери

Во́блер (англ. wobbler) — твердотіла об'ємна приманка для ловлі хижих видів риб тролінгом, «доріжкою» або спінінгом.
У перекладі з англійської wobbler — «хитання». При використанні воблер імітує поранену (хвору) рибку, чим приманює хижака.
В англійській мові також використовуються терміни «crankbait», «minnow», «shallow-diver», «deep-diver», «hard bait» та «wood bait».

## Історія
Створення прообразу сучасного воблера приписується американському пасічнику Джеймсу Хеддон (James Heddon). В один із днів 1894 року Хеддон, відпочиваючи біля греблі старого млина, стругав деревину. Зібравшись додому, він викинув відходи у водойму і помітив як великороті американські окуні (басси) накинулися на хиткі стружки які плавали на поверхні води . Заінтригований цим, Хеддон почав експериментувати з дерев'яними приманками. 1 квітня 1902 року ним було отримано патент № 693,433 на нову риболовну приманку (fish-bait) - «Dowagiac». У перекладі з мови потаватомі «Doe-Wah-Ge-Ack» означає «багато риби». Створений в 1920 році воблер «Heddon Lucky 13» мав колосальний комерційний успіх на американському ринку. У 1932 році компанією «Хеддон і сини» був виготовлений перший в світі пластмасовий воблер, названий через прозорий корпус «spook» - привид. На початку 20-го століття комерційним виробництвом воблерів займалося вже значне число фірм.
У 1936 році свій перший воблер з соснової кори вирізав фінський рибалка Лаурі Рапала. Перші воблери Лаурі Рапала стали прообразами досі популярної моделі «Original Floater». Історична заслуга Лаурі Рапала полягає в тому, що він першим здогадався приробити до воблеру лопать яка змушує приманку коливатися і йти на задану глибину. Всесвітньо відомими воблери фірми «Rapala-Uistin» (Лаурі Рапала і сини) стали після гельсінської Олімпіади 1952 року. На сьогоднішній день фірма «Rapala» є одним з великих виробників воблерів в світі. 

## Класифікація
Зважаючи на величезну кількість об'ємних приманок (воблерів) створених протягом останніх 100 років, класифікувати їх доводиться досить важко. У загальному вигляді воблери можуть бути класифіковані за фізичними властивостями (плавучість), за зовнішнім виглядом (пропорціям тіла), розміром, вагою, забарвленням і характером гри.
- За ступенем плавучості розрізняють наступні типи воблерів.

- плаваючі (Floating);

- повільно - плаваючі (Slow Floating);

- володіють нейтральною плавучістю - суспендери (Suspending);

- повільно-потопаючі (Slow Sinking);

- потопаючі (Sinking)

- швидко-потопаючі (Fast Sinking).

Існує безліч різновидів воблерів за формою. В якості основних можна виділити:
- Поппер (поверхневий воблер без лопаті з великим «ротом» - виїмкою у кріпленні, для ривкової проводки)

- уокер (поверхневий воблер без лопаті, що проводиться в стилі «вигулювання собаки» ( «ялинкою»). Деякі моделі можуть бути оснащені виїмкою на зразок попперної, в такому випадку така приманка називається «Чаггер»)

- глісер (поверхнева приманка з роздвоєною лопаттю, призначена для лову на зарослих водною рослинністю акваторіях (жабовниках)

- джеркбейт (безлопатевий воблер для ривкової проводки на невеликих глибинах)

- свімбейт (безлопатевий воблер для рівномірної і ривкової проводки, що складається з двох і більш окремих частин)

- мінноу (воблер схожий на вузькотілого малька)

- шед (в основному для швидкої течії, з дуже довгою лопатю)

- кренк (воблер з широким сплющеним з боків тілом, перехідна форма між шедом і фетом, нагадує карасика)

- фет (краплеподібна форма)

- раттлин (безлопатевий дуже плоский з боків воблер, частіше з брязкальцем всередині, і з кільцем кріплення ближче до потилиці. Володіє дуже активною грою.)